# Roland Meier
Roland Meier (Dänikon, cantó de Zúric, 22 de novembre de 1967) és un ciclista suís, que fou professional entre el 1994 i el 2001. Debutà a l'equip TVM el 1994, després que el 1993 guanyés el campionat nacional en ruta sub-23. Com a professional destaca el campionat nacional en contrarellotge de 1995. El 1998 finalitzà en la setena posició final del Tour de França. L'abril de 2001 va donar positiu per EPO en un control antidopatge posterior a la Fletxa Valona i fou suspès per vuit mesos per la federació suïssa. Un cop superada la sanció no trobà equip i es retirà.

## Palmarès
- 1990
  - Vencedor d'una etapa a la Ronda de l'Isard d'Arieja
- 1993
  -  Campió de Suïssa en ruta amateur
  - 1r al Stausee-Rundfahrt Klingnau
  - 1r al Tour de Schynberg
  - Vencedor de 2 etapes a la Volta a Àustria
  - Vencedor d'una etapa al Tour de Valclusa
- 1995
  -  Campió de Suïssa en contrarellotge
- 1996
  - 1r al Tour de Schynberg
  - 1r al Tour de Suïssa Oriental i vencedor de 2 etapes
- 1997
  - Vencedor d'una etapa al Gran Premi Guillem Tell

### Resultats al Tour de França
- 1998. 7è de la classificació general
- 1999. 15è de la classificació general
- 2000. 44è de la classificació general

### Resultats a la Volta a Espanya
- 1994. 99è de la classificació general
- 1995. 108è de la classificació general
- 1999. Abandona (10a etapa)

### Resultats al Giro d'Itàlia
- 1995. Abandona